# Rovaeanthus suffrutescens
Rovaeanthus suffrutescens är en måreväxtart som först beskrevs av Townshend Stith Brandegee, och fick sitt nu gällande namn av Attila L. Borhidi. Rovaeanthus suffrutescens ingår i släktet Rovaeanthus och familjen måreväxter. Inga underarter finns listade i Catalogue of Life.